# ألان أشتون
ألان أشتون (بالإنجليزية: Alan Ashton)‏ هو سياسي أسترالي، ولد في 3 يونيو 1952. حزبياً، نشط في حزب العمال الأسترالي. وقد انتخب عضو الجمعية التشريعية نيو ساوث ويلز.